# Зайцевское сельское поселение (Новгородская область)
Зайцевское се́льское поселе́ние — муниципальное образование в Крестецком районе Новгородской области Российской Федерации.
Административный центр — деревня Зайцево.

## География
Территория сельского поселения расположена в центральной части Новгородской области, к северо-западу от посёлка Крестцы, выходит к восточному берегу озера Ильмень.
По территории муниципального образования протекают реки Ниша, Маята и др.

## История
Статус и границы сельского поселения установлены Законом Новгородской области от 11 ноября 2005 года № 559-ОЗ «Об административно-территориальном устройстве Новгородской области». В состав сельского поселения вошли территории Зайцевского и Добростского сельсоветов.
Постановлением Правительства Российской Федерации от 26 июня 2012 года две деревни Горка и Каменка, входившие в сельское поселение, и имевшие одноименные населённые пункты, были переименованы в Малую Горку и Новую Каменку соответственно.

## Население
| 2010 | 2012 | 2013 | 2014 | 2015 | 2016 | 2017 |
| ---- | ---- | ---- | ---- | ---- | ---- | ---- |
| 622  | ↗677 | ↗682 | ↗708 | ↘666 | ↘640 | ↘620 |
| 2021 |      |      |      |      |      |      |
| ↘545 |      |      |      |      |      |      |

## Состав сельского поселения
На территории сельского поселения расположены 27 населённых пунктов — хутор Павлово и 26 деревень:
| №  | Населённый пункт | Тип населённого пункта          | Население |
| -- | ---------------- | ------------------------------- | --------- |
| 1  | Веркасье         | деревня                         | ↗5        |
| 2  | Гверстянка       | деревня                         | ↘1        |
| 3  | Говорово         | деревня                         | ↗4        |
| 4  | Горка            | деревня                         | →1        |
| 5  | Добрости         | деревня                         | ↗65       |
| 6  | Жадиново         | деревня                         | ↗1        |
| 7  | Жаруха           | деревня                         | ↘12       |
| 8  | Заднево          | деревня                         | ↗7        |
| 9  | Зайцево          | деревня, административный центр | ↗403      |
| 10 | Каменка          | деревня                         | ↗9        |
| 11 | Княжий Бор       | деревня                         | ↗9        |
| 12 | Кушеверы         | деревня                         | ↗21       |
| 13 | Липовая Гора     | деревня                         | →0        |
| 14 | Лошня            | деревня                         | ↗4        |
| 15 | Малая Горка      | деревня                         | →0        |
| 16 | Мерлюгино        | деревня                         | →0        |
| 17 | Немылы           | деревня                         | ↗3        |
| 18 | Новая Каменка    | деревня                         | ↘6        |
| 19 | Озерки           | деревня                         | ↘2        |
| 20 | Осташёво         | деревня                         | →1        |
| 21 | Павлово          | хутор                           | ↘3        |
| 22 | Первомайское     | деревня                         | ↘33       |
| 23 | Погорелка        | деревня                         | ↘2        |
| 24 | Подлитовье       | деревня                         | ↘8        |
| 25 | Теребуша         | деревня                         | →2        |
| 26 | Тухоля           | деревня                         | ↘1        |
| 27 | Хотоли           | деревня                         | ↘54       |

## Транспорт
По территории сельского поселения проходит федеральная автомобильная дорога «Россия» М10 (E 105), а также автодорога до деревни Сучки и далее в Парфино и до железнодорожной станции в посёлке Пола на линии Октябрьской железной дороги: Бологое-Московское — Дно I.